# Kotschya strobilantha
Kotschya strobilantha es una especie de planta floral del género Kotschya, tribu Dalbergieae, familia Fabaceae.

## Distribución
Se distribuye por Angola, Botsuana, Burundi, Gabón, Malaui, Mozambique, Zambia, Zaire y Zimbabue.

## Taxonomía
Fue descrita por (Welw. ex Baker) Dewit & P. A. Duvign. y publicada en Bull. Soc. Roy. Bot. Belgique 86: 213 (1954).